# فندق وكازينو ترامب بلازا
فندق وكازينو ترمب بلازا كان منشأة فندقية وكازينو شهيرًا يقع على ممشى الشاطئ في أتلانتيك سيتي، ولاية نيوجيرسي، وكان مملوكًا لشركة ترمب إنترتينمنت ريزورتس. تم تصميمه من قِبل المهندس المعماري آلان لابيدوس (Alan Lapidus)، وبدأ عملياته في 14 مايو 1984 واستمر حتى 16 سبتمبر 2014.

## التاريخ

### السنوات الأولى
مؤسسة ترمب، وهي شركة مملوكة لمطور العقارات دونالد ترمب، بدأت في بناء الكازينو في يونيو 1982. وانضمت هاراز، وهي وحدة الألعاب التابعة لـ"هوليداي إن"، كشريك بعد شهر واحد. كان ترمب يشرف على عملية البناء، بينما تتولى هاراز تشغيل المنشأة، التي أطلق عليها اسم ممشى هاراز بعد الافتتاح.
تم افتتاح المنشأة تحت اسم هاراز في ترمب بلازا في 14 مايو 1984. كان المجمع يحتوي على 614 غرفة، وسبعة مطاعم، ونادٍ صحي، وقاعة عرض تتسع لـ 750 مقعدًا، وكازينو بمساحة 60,000 قدم2 (5,574.2 م2)، وكل ذلك على قطعة أرض ضيقة تبلغ مساحتها 2.6 أكر (1.1 ها) بجانب قيصر أتلانتيك سيتي. بعد خمسة أشهر من الافتتاح، تم تغيير الاسم إلى ببساطة ترمب بلازا لتجنب الالتباس مع هاراز مارينا. ويرجع ذلك جزئيًا إلى أن هاراز ارتبطت غالبًا بجذب المقامرين ذوي الإنفاق المحدود، في حين أن ترمب قام ببناء 85 جناحًا مخصصًا للمقامرين الكبار (high roller)، والتي نادرًا ما كانت تُستخدم.
أداء الكازينو كان ضعيفًا، حيث بلغ الربح قبل الضرائب فقط 144,000 دولار في النصف الأول من عام 1985. وقد أدت هذه النتائج السيئة إلى تفاقم الخلافات بين ترمب وهاراز، مما دفع ترمب إلى شراء حصة هاراز في المنشأة مقابل 70 مليون دولار في مايو 1986.
في عام 1989، دفع ترمب مبلغ 62 مليون دولار لشراء فندق وكازينو بنتهاوس بوردووك المجاور وغير المكتمل، بما في ذلك برج فندقي كان في السابق فندق هوليداي إن، بالإضافة إلى موقف سيارات قريب. قام ترمب بتوسيع منشأة ترمب بلازا لتشمل موقع بنتهاوس، وأطلق عليها اسم برج الشرق لفندق وكازينو ترمب بلازا.
كما أنفق ترمب 63 مليون دولار لشراء فندق وكازينو أتلانتس المفلس، والمعروف لاحقًا باسم معرض ترمب العالمي، والذي كان يفصله عن ترمب بلازا قاعة مؤتمرات أتلانتيك سيتي، وأعاد تسميته باسم ترمب ريجنسي، ليكون بمثابة ملحق فندقي لترمب بلازا.
استضاف ترمب بلازا أحداث ريسلمانيا IV وريسلمانيا V في عامي 1988 و1989 على التوالي. على الرغم من أن الاتحاد العالمي للمصارعة أعلن أن الأحداث أقيمت في ترمب بلازا، إلا أن الحقيقة أن ترمب كان فقط الراعي لكلا الحدثين، والفعاليات أقيمت في قاعة أتلانتيك سيتي بوردووك. من عام 1985 إلى 1998، كان الفندق أيضًا المستضيف لموقع 19 برنامجًا من أحداث الملاكمة الاحترافية.
شهد الكازينو حدثًا شهيرًا في جلسة باكارات في مايو 1990، حيث خسر المقامر الياباني ذو الرهانات العالية أكيو كاشيواجي مبلغ 10 ملايين دولار. وتم تجسيد هذا الحادث لاحقًا في فيلم مارتن سكورسيزي كازينو.

### التراجع
شهدت عائدات ترمب بلازا انخفاضًا حادًا في عام 1990، نتيجة المنافسة من المنشأة الشقيقة الجديدة ترمب تاج محل، التي كانت تبعد ميلاً واحدًا فقط. تجنب الكازينو بالكاد التخلف عن السداد في دفع مستحقات حاملي السندات لعام 1991 من خلال أخذ رهن عقاري بقيمة 25 مليون دولار على موقف السيارات الخاص به.
بعد ذلك، تفاوض ترمب على إعادة هيكلة الديون مع دائني بلازا، حيث تم استبدال ديونهم البالغة 250 مليون دولار بسندات بقيمة 200 مليون دولار بفائدة أقل، بالإضافة إلى 100 مليون دولار من الأسهم الممتازة. وتم تقديم الخطة كإجراء إفلاس مُعد مسبقًا في مارس 1992.
في عام 1993، بدأت هيئة تطوير كازينو أتلانتيك سيتي في الاستيلاء على مئات الممتلكات لتوسيع فندق وكازينو ترمب بلازا. في عام 1998، أوقفت محكمة إجراءات الاستيلاء على مطعم ساباتيني، أحد هذه الممتلكات. وفي عام 2005، وافق دونالد ترمب على شراء الممتلك بقيمة تقارب مليوني دولار، متجاوزًا العرض الأول البالغ 700,000 دولار.
بدأت أعمال إنشاء توسعة بقيمة 42 مليون دولار في عام 1993. شملت الخطة هدم كازينو بنتهاوس غير المكتمل، إضافة مساحة لعب تبلغ 30,000 قدم مربع، وتجديد مبنى فندق هوليداي إن السابق ليصبح برج شرق ترمب بلازا، مع 361 غرفة فندقية.
كانت التوسعة محور قضية قضائية كبيرة تتعلق بحق الاستملاك، عندما سعى ترمب للاستحواذ على ممتلكات فيرا كوكينغ، وهي متقاعدة كانت تمتلك منزلًا مجاورًا لكازينو بنتهاوس. نجحت كوكينغ، التي مثلتها معهد العدالة، وتم إحباط الخطط لبناء موقف سيارات لليموزين.
في عام 1995، منح دونالد ترمب ملكية فندق وكازينو ترمب بلازا لشركته الجديدة المدرجة في البورصة، فنادق ومنتجعات كازينو ترمب (التي أصبحت لاحقًا ترمب إنترتينمنت ريزورتس). كما استحوذت الشركة على فندق ترمب ريجنسي.
تم افتتاح برج الشرق على مرحلتين، في أكتوبر 1995 وفبراير 1996. استمر التوسيع مع افتتاح ترمب وورلدز فير في مايو 1996، وهو تجديد بقيمة 48 مليون دولار لفندق ترمب ريجنسي مع إضافة كازينو، وتم ربطه بفندق ترمب بلازا عبر اللوجيا عبر قاعة المؤتمرات في أتلانتيك سيتي.
في عام 2004، استضاف المبنى يو إف سي 50.
في 24 مايو 2011، أعلنت شركة ترمب للترفيه والمنتجعات أنه سيتم اتخاذ قرار خلال شهرين إما ببيع الكازينو أو بتجديده وتوسيعه، ربما من خلال شريك في مشروع مشترك. في فبراير 2013، اقترحت الشركة بيع العقار مقابل 20 مليون دولار إلى مجموعة Meruelo Group، وهي شركة مقرها كاليفورنيا تشمل أعمالها منتجع Grand Sierra Resort في رينو. كانت مجموعة ميرويلو تخطط لإجراء استثمارات كبيرة في العقار وإعادة تسميته. تم إلغاء الصفقة عندما رفض كارل إيشان، المقرض الرئيسي لرهن ترمب بلازا، الموافقة على البيع بالسعر المقترح.

## الإغلاق

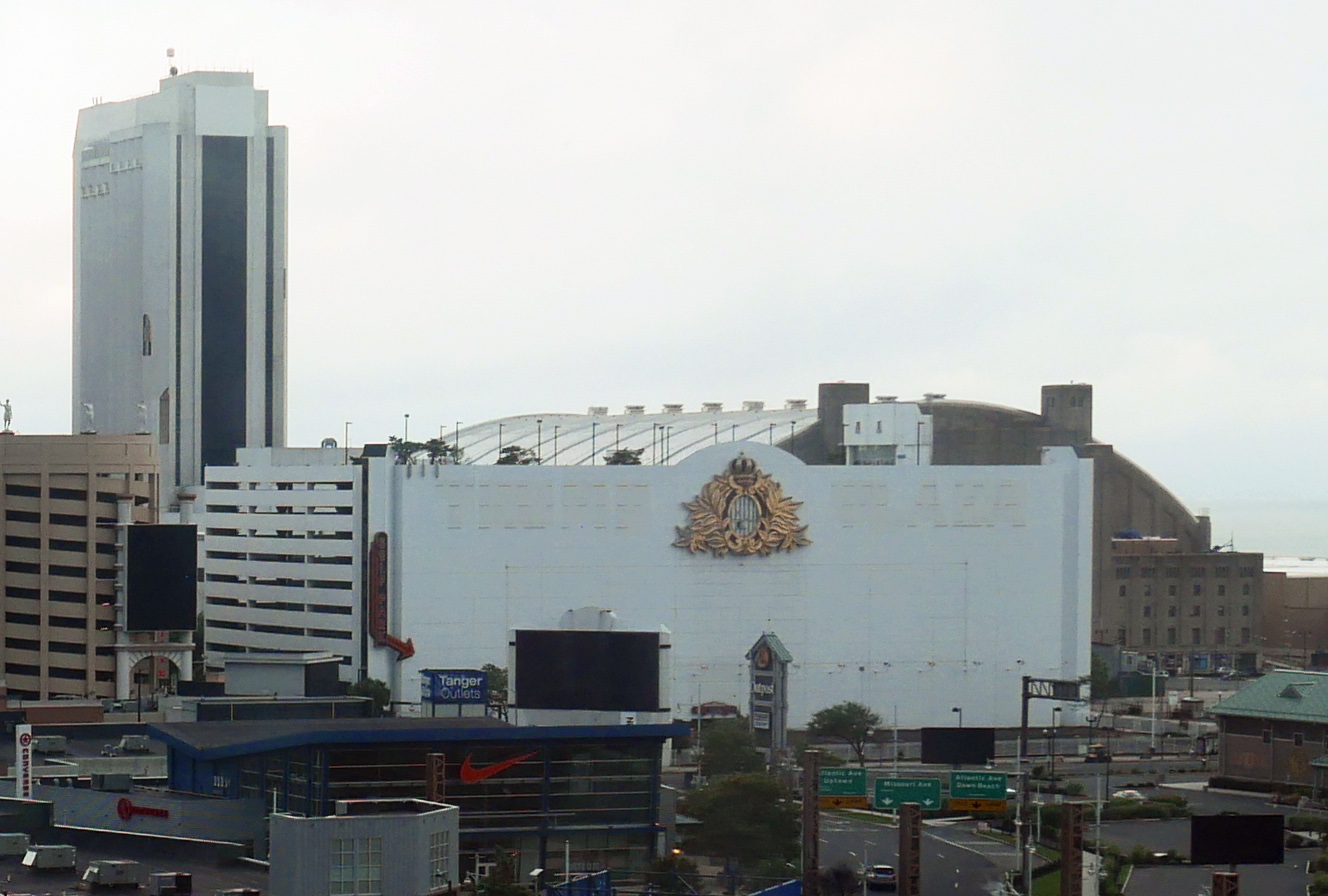
فندق وكازينو ترمب بلازا السابق بعد الإغلاق

في 12 يوليو 2014، تم الإبلاغ عن أن فندق وكازينو ترمب بلازا سيغلق في 16 سبتمبر 2014 إذا لم يتم العثور على مشترٍ، مما سيؤدي إلى فقدان حوالي 1,000 موظف لوظائفهم. في أوائل أغسطس 2014، رفع دونالد ترمب دعوى قضائية يطلب فيها إزالة اسمه من المنشأة، وذلك بسبب تدهور حالتها، وهو ما يعد انتهاكًا لاتفاقية الترخيص لاسم ترمب.
تم إغلاق فندق وكازينو ترمب بلازا بشكل دائم في 16 سبتمبر 2014. وكان هذا هو الكازينو الرابع في أتلانتيك سيتي الذي يغلق في عام 2014، بعد كازينو أتلانتيك كلوب، شوبوت، وريفيل. أدى الإغلاق إلى فقدان حوالي 1,300 موظف لوظائفهم.

### الهدم
كان من المقرر هدم المبنى في ربيع 2018، باستثناء البرج الشرقي ومرآب السيارات. ومع ذلك، في 29 مايو 2018، تم تأجيل خطط الهدم حتى الخريف التالي بسبب النزاعات المالية. في 14 ديسمبر 2018، مرّ موعد آخر للهدم دون تحقيق أي تقدم. في أواخر ديسمبر 2018، اشترى كارل إيكاهن صك الأرض التي يقع عليها ترمب بلازا، وألغى عقد الإيجار المعقد الذي كان قد أبعد المشترين المحتملين.
في 11 يونيو 2020، أعلن عمدة مارتن سمول الأب أن إيكاهن قدم خططًا لهدم أبراج الفندق باستخدام الانفجار الموجه، حيث كانت تعتبر خطرًا على السلامة العامة بسبب الحطام المتساقط. كان من المقرر أن يتم هدم معظم مبنى ترمب بلازا في أتلانتيك سيتي في 29 يناير 2021. كانت مدينة أتلانتيك سيتي تخطط لبيع حق الضغط على الزر الذي يفجر المتفجرات، على أن تذهب العائدات لصالح جمعية الشبان والفتيات في أتلانتيك سيتي. تم إلغاء المزاد بعد أن اعترض محامو شركة IEP AC Plaza LLC، التابعة لشركة Icahn Enterprises والتي تملك المبنى، قائلين أنهم لم يكونوا على علم بالحملة وجاءوا مطالبين بوقفها. تم هدم فندق وكازينو ترمب بلازا في 17 فبراير 2021. أصبح هذا الهدم ثاني عملية هدم لفندق وكازينو في أتلانتيك سيتي باستخدام الانفجار الموجه بعد هدم فندق وكازينو سانده في 2007.

## الفندق
كان لدى ترمب بلازا 906 غرفة فندقية، وعُرضت خمس فئات من الغرف لاختيار الضيوف. كما تم توفير العديد من المرافق للضيوف، مثل مسبح وصالة رياضية.

### الغرف والأجنحة
- غرفة ديلوكس: غرفة فندقية عادية، مجهزة بسريرين بحجم كوين، أو سرير واحد بحجم كينغ.
- جناح بإطلالة على المحيط: نفس الفخامة الموجودة في غرفة ديلوكس ولكن مع إطلالة على المحيط الأطلسي.
- الجناح التنفيذي: جناح يحتوي على غرفتي نوم ومنطقة معيشة بالإضافة إلى المطبخ.
- الجناح العصري: جناح يتكون من ثلاث غرف نوم ومنطقة معيشة بالإضافة إلى المطبخ.
- الجناح البنتهاوس: جناح مكون من خمس غرف نوم مع ثريا من الرخام والذهب. يحتوي على صالوني معيشة، مطبخ، منطقة مسبح على السطح، وتمثال لدونالد جون ترمب في الردهة.

### وسائل الراحة
- مسبح داخلي
- سبا
- صالون
- مركز لياقة بدنية

## الكازينو
كان يحتوي ترمب بلازا على 91,181 قدم مربع (8,471.0 متر مربع) من مساحة الألعاب، وضم مجموعة من الألعاب التقليدية مثل ماكينات القمار، بوكر الفيديو، بلاك جاك، بوكر، كراپس، روليت، باكارا، وألعاب أخرى.

## الطعام
كان لدى ترمب بلازا عدة مطاعم.

### الطعام الفاخر
- ماكس ستايك هاوس
- روبيرتو ريستورانت

### الطعام غير الرسمي
- 24 سنترال كافيه
- تشاينا كافيه
- إيفو
- ليكيد بار
- رينفورست كافيه
- سارة's كوكيس
- بوفيه (أسماء متعددة)
- خدمة الغرف

### خدمة سريعة
- هاجن-داز
- ناثانز فيموس
- سبارو
- ستاربكس كوفي
- أنتي آنز

## الحانات والنوادي الليلية
كان لدى ترمب بلازا نادي ليلي واحد، وهو ليكيد بار وجيزابيل، بالإضافة إلى بار موسمي على الشاطئ يسمى "ذا بيتش بار في ترمب بلازا".

## التسوق
كان هناك بعض خيارات التسوق لأولئك الذين يرغبون في التسوق في ترمب بلازا.

### المتاجر
- لاندو للمجوهرات
- متجر فرونت بيج للهدايا
- خدمات الزهور

## الفعاليات
الرياضة
كانت مباريات الملاكمة وفنون القتال المختلطة تُعقد بشكل متكرر في الكازينو. وكان من أبرزها المباراة التي جرت بين الملاكمين المحترفين مايك تايسون وخوسيه ريباتا في 17 أغسطس 1986.